# Алтинданський сільський округ
Алтинда́нський сільський округ (каз. Алтын дән ауылдық округі, рос. Алтынданский сельский округ) — адміністративна одиниця у складі району Магжана Жумабаєва Північноказахстанської області Казахстану. Адміністративний центр — село Совєтське.
Населення — 1629 осіб (2021; 2652 у 2009, 3221 у 1999, 3793 у 1989).
Станом на 1989 рік існувала Совєтська сільська рада (села Придорожнє, Сілекті, Совєтське) колишнього Возвишенського району. До 2018 року округ називався Совєтським. 2017 року ліквідовано село Сілекти.

## Склад
До складу округу входять такі населені пункти:
| Населений пункт  | Старі назви | Населення, осіб (1989) | Населення, осіб (1999) | Населення, осіб (2009) | Населення, осіб (2021) |
| ---------------- | ----------- | ---------------------- | ---------------------- | ---------------------- | ---------------------- |
| Придорожнє, село | -           | 571                    | 559                    | 500                    | 264                    |
| Сілекти, село    | Сілекті     | 448                    | 230                    | 74                     | -                      |
| Совєтське, село  | -           | 2774                   | 2432                   | 2078                   | 1365                   |